# Васил Редовски
Васил Редовски с прякор „Редака“ е български футболист, централен нападател, роден през 1955 г. в Ботевград. В по-голяма част от кариерата си е състезател на Балкан (Ботевград) като записва за тях 14 сезона в „Б група“ в периода 1971 – 1980 г. и 1983 – 1988 г.

## Биография
Васил Редовски е роден на 28 март 1955 г. в Ботевград. В периода 1971 – 1980 г. играе за Балкан (Ботевград), които се подвизават в „Б група“, а през сезон 1980/1981 облича фланелката на Ботев (Враца), като записва за тях 9 мача в А РФГ. През сезон 1981/1982 и 1982/1983 се завръща отново в „Б група“ като централен нападател на Локомотив (Мездра). От сезон 1983/1984 до края на кариерата си играе отново за Балкан (Ботевград), която приключва през 1988 г. Отбелязал е 129 гола, от които 128 в „Б група“.

След приключване на състезателната си кариера няколко пъти е старши треньор на ботевградчани в Югозападната „В" АФГ, а също е избиран и в управата на клуба.

Синът му Иван Редовски също е футболист, състезаващ се за Локомотив (Мездра) като играещ треньор.

Васил Редовски почива след претърпяна операция на крака на 57 г. в София.

## Постижения и успехи
- четвърто място във вечната ранглиста на „Б група“ по брой изиграни мачове – 479;
- девети по отбелязани голове в „Б група“ – 128;
- Майстор на спорта – 1985 г.;
- рекордьор по участия и реализирани точни попадения за Балкан (Ботевград);